# Witvleugelapalis
De witvleugelapalis (Apalis chariessa) is een zangvogel uit de familie Cisticolidae.

## Verspreiding en leefgebied
Deze soort komt voor in oostelijk Afrika en telt twee ondersoorten:
- A. c. chariessa: oostelijk Kenia.
- A. c. macphersoni: van centraal Tanzania tot Malawi en noordelijk Mozambique.

## Status
De grootte van de populatie wordt geschat op 1500-7000 volwassen vogels. Het verspreidingsgebied is klein en versnipperd en staat onder druk door habitatverlies. Op de Rode lijst van de IUCN heeft deze soort daarom de status gevoelig.